# Luchthaven Sofia

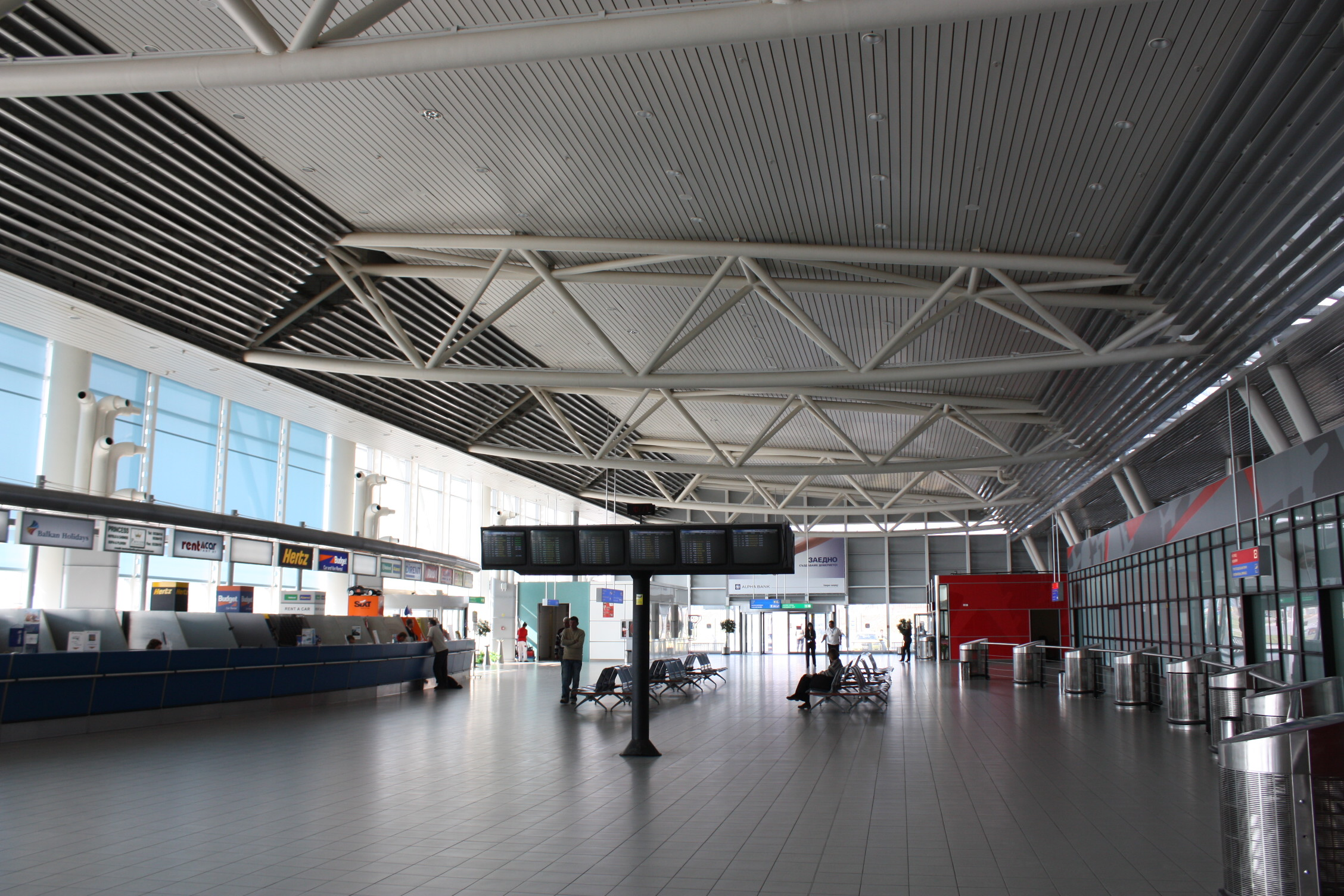
Vertrekhal van de luchthaven

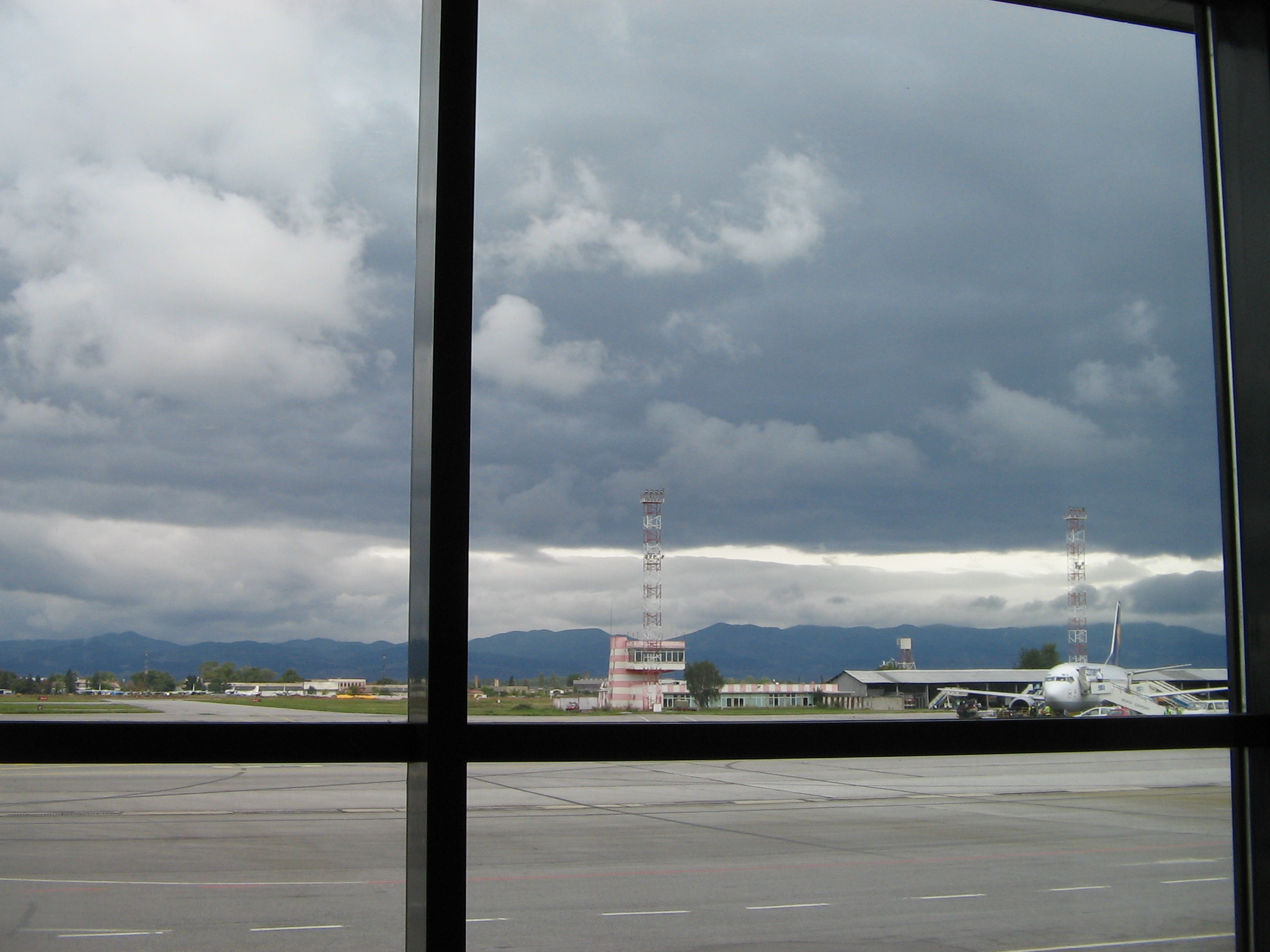
De luchthaven in 2005

Luchthaven Sofia (IATA: SOF, ICAO: LBSF) (Bulgaars: Летище София; Letisjte Sofija) is de belangrijkste luchthaven in Sofia, Bulgarije. De luchthaven is gelegen op 5 kilometer ten oosten van het centrum van Sofia. In 2009 deden 3,13 miljoen passagiers de luchthaven aan en in 2015 steeg dit aantal tot boven de 4 miljoen. Bij de luchthaven ligt tevens Vliegbasis Vrazjdebna van de Bulgaarse Luchtmacht.

## Geschiedenis
De luchthaven werd gebouwd in de late jaren 30 zo'n 11,4 km van het centrum van Sofia af. De luchthaven kwam als vervanging voor de oude civiele luchthaven Bozjoerisjte. Sofia had toentertijd slechts 250.000 inwoners.
Tijdens de Tweede Wereldoorlog werd de luchthaven gebruikt door het leger. In 1947 begon men met de bouw van de noordzijde van de luchthaven. De passagiersterminal (nu Terminal 1) aan de zuidkant van de luchthaven werd voltooid tijdens de Tweede Wereldoorlog. Deze terminal werd ontworpen door architect Ivan Marangozov en opende na enkele jaren van vertraging in 1947 voor passagiers.
De terminal had een aanzienlijke capaciteit van zo'n 600.000 passagiers per jaar, dit kwam mede door verschillende verbouwingen in de jaren 60. In 1975 wordt er een internationale terminal geopend op de luchthaven van Sofia.
In de late jaren 70 bereikte de luchthaven de grens van 3 miljoen passagiers per jaar, waarvan 1 miljoen op binnenlandse routes. In 1980 daalde het aantal passagiers tot net iets boven de 1 miljoen per jaar. In de vroege en midden jaren 90 is het binnenlands luchtverkeer praktisch opgehouden, en de buitenlandse vluchten aanzienlijk verminderd. In de late jaren 90 nam het aantal internationale vluchten weer toe tot het huidige niveau. De terminal is voor het laatst gedeeltelijk gerenoveerd in 1990. In 2000 onderging de luchthaven een grote verbouwing waarbij de internationale terminal werd verplaatst naar de oostzijde van de luchthaven.
In 2015 werd tegenover terminal 2 metrostation Letisjtsje Sofija ("luchthaven Sofia") geopend, waarmee de luchthaven een directe metroverbinding kreeg met Tsarigradsko sjose, de belangrijkste boulevard van de stad. Een gratis shuttlebus vervoert passagiers van terminal 1 naar terminal 2 en het aangrenzende metrostation.

## Terminals

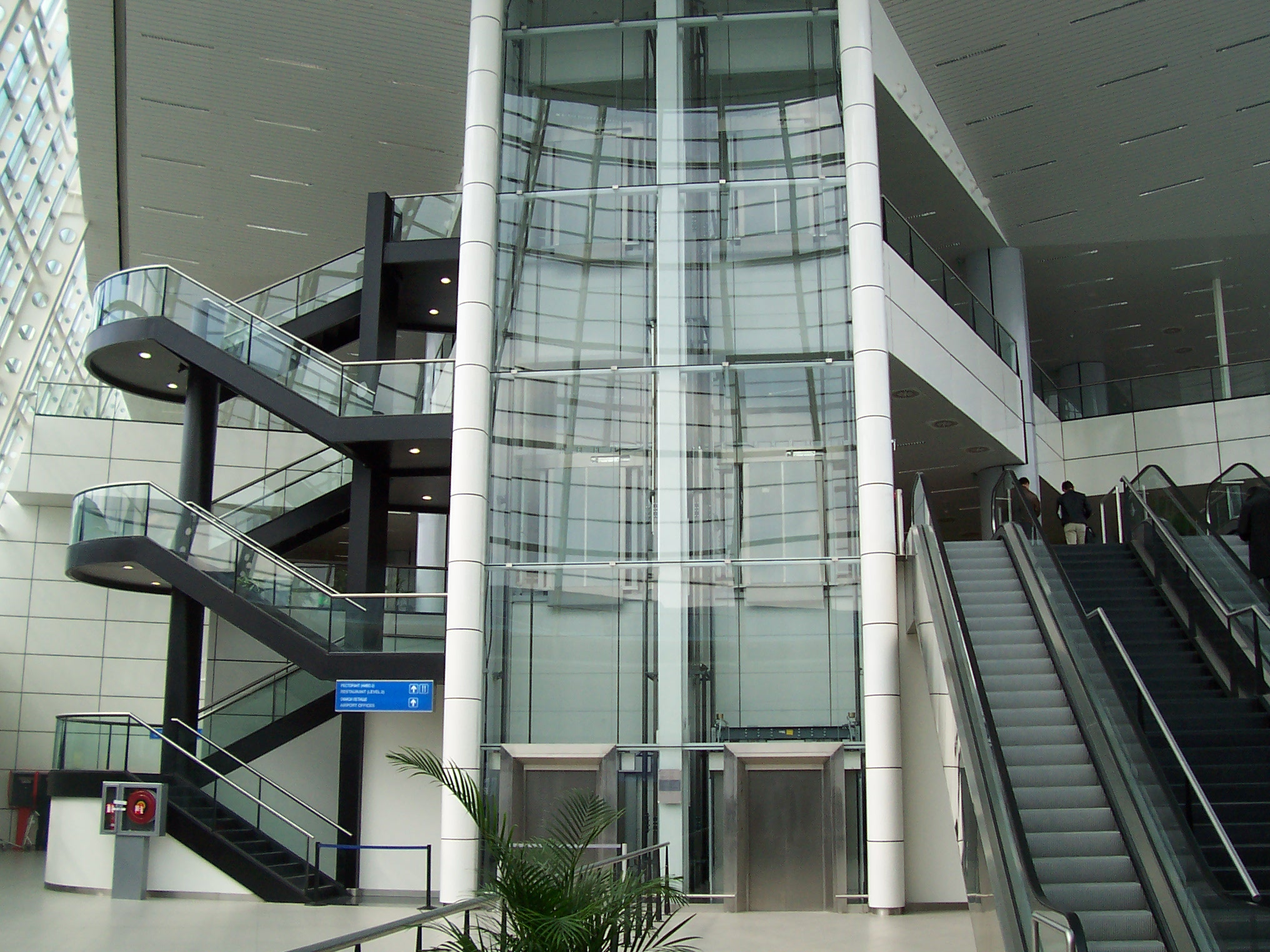
De centrale hal van Terminal 2

### Terminal 1
Terminal 1 werd gebouwd in de eerste helft van de 20e eeuw en geopend op 16 juni 1937. De terminal werd in de loop der tijd steeds verder uitgebreid en gemoderniseerd. In 2000 werd de terminal gerenoveerd. Sinds de opening van de nieuwe terminal 2 wordt deze terminal vooral gebruikt voor low-cost- en chartervluchten.

### Terminal 2
De nieuwe Terminal 2 werd officieel geopend op 27 december 2006 met de symbolische komst van Bulgaria Air vlucht FB 408 vanuit Brussel. De terminal heeft 7 air-bruggen (poorten A1, B5 en C1-9), 38 check-inbalies, een oppervlakte van 50.000 vierkante meter en een parkeergarage voor 820 voertuigen. De nieuwe terminal ligt ten oosten van Terminal 1 en is aanzienlijk groter dan de oude.
De nieuwe passagiersterminal is ontworpen met een capaciteit van 2.000 passagiers tijdens de spitsuren of maximaal 2,6 miljoen passagiers per jaar, plus 26.000 ton bagage. Voor het eerst in de geschiedenis van Bulgarije is er een terminal die is uitgerust met Airbridge-poorten in plaats van te vertrouwen op airside bussen.
De infrastructuur rond het gebouw is in 2007 afgerond. Het omvat een nieuwe vierbaansweg met aansluiting op Terminal 1.

## Luchtvaartmaatschappijen en Bestemmingen
- Aeroflot - Moskou-Sjeremetjevo
- Aeroflot (uitgevoerd door Donavia) - Rostov aan de Don (seizoensgebonden)
- Aerosvit Airlines - Kiev-Boryspil
- Aerosvit Airlines (uitgevoerd door Dniproavia) - Kiev-Boryspil
- Air France - Parijs-Charles de Gaulle
- Air Malta - Athene (vanaf 28 maart), Malta
- Air Moldova - Chişinău (seizoensgebonden)
- Alitalia - Rome-Fiumicino
- Austrian Airlines - Wenen
- Austrian Airlines (uitgevoerd door Tyrolean Airways) - Wenen
- BH Air - Bristol, Cardiff, Dubai, East Midlands, Edinburgh, Londen-Gatwick, Manchester, Newcastle, Sharjah (seizoensgebonden)
- British Airways - Londen-Heathrow
- Bulgaria Air - Amsterdam, Athene, Berlijn-Tegel, Brussel, Burgas, Frankfort, Larnaca, Londen-Heathrow, Madrid, Málaga, Milaan-Malpensa, Moskou-Sjeremetjevo, Palma de Mallorca, Paphos, Parijs-Charles de Gaulle, Rome-Fiumicino, Tel Aviv, Tripoli, Varna, Wenen, Zürich; Alicante, Antalya, Aqaba, Cairo, Dubai, Hurghada, Katowice, Kiev-Boryspil, Malta, Monastir, Sharm el-Sheikh, Skopje, St Petersburg, Tenerife-South, Tirana (seizoensgebonden)
- Cimber Sterling - Kopenhagen
- Cyprus Airways - Larnaca
- Czech Airlines - Praag
- DonbassAero - Donetsk, Odessa (seizoensgebonden)
- EasyJet - Berlijn-Schonefeld, Londen-Gatwick, Madrid (tot 10 maart), Manchester
- El Al - Tel Aviv
- Germanwings - Keulen/Bonn
- LOT Polish Airlines - Warschau
- Lufthansa - Frankfort, München
- Lufthansa Regional (uitgevoerd door Augsburg Airways) - München
- Lufthansa Regional (uitgevoerd door Eurowings) - Düsseldorf
- Lufthansa Regional (uitgevoerd door Lufthansa CityLine) - Frankfort
- Monarch Airlines - Birmingham, Bristol, Londen-Gatwick (seizoensgebonden)
- Niki - Wenen
- Nouvelair Tunisia - Monastir (seizoensgebonden)
- Olympic Air - Athene
- Pegasus Airlines - Istanboel-Sabiha Gökçen; Antalya, Bodrum (seizoensgebonden)
- Qatar Airways - Doha
- Rossiya - St. Petersburg (seizoensgebonden)
- Ryanair - Athene, Aqaba, Barcelona, Berlijn-Schönefeld, Birmingham, Bristol, Brussel South-Charleroi, Dublin, East Midlands, Edinburgh, Eindhoven, Hamburg, Karlsruhe, Keulen, Kiev, Liverpool, Londen-Stansted, Madrid, Marseille, Memmingen, Milaan-Bergamo, Parijs-Beauvais, Rome-Ciampino, Tel Aviv, Venetië, Wenen
- Swiss International Air Lines - Zürich
- Tarom - Boekarest-Henri Coandă
- Thomas Cook Airlines - Londen-Gatwick, Manchester (seizoensgebonden)
- Thomson Airways - Birmingham, Bristol, Londen-Gatwick, Manchester (seizoensgebonden)
- Travel Service - Katowice (seizoensgebonden)
- Turkish Airlines - Istanboel
- Ural Airlines - Jekaterinenburg
- Wind Rose Aviation - Charkov (seizoensgebonden)
- Wizz Air - Barcelona, Beauvais-Tillé, Bologna, Brussel South-Charleroi, Dortmund, Eindhoven, Forlì, Hahn, Londen-Luton, Madrid, Milaan-Orio al Serio, Rome-Fiumicino, Valencia, Venice-Treviso; Málaga (seizoensgebonden)